# 洛巴赫河 (施瓦察赫河支流)
49°20′31.25″N 11°6′32.66″E / 49.3420139°N 11.1090722°E

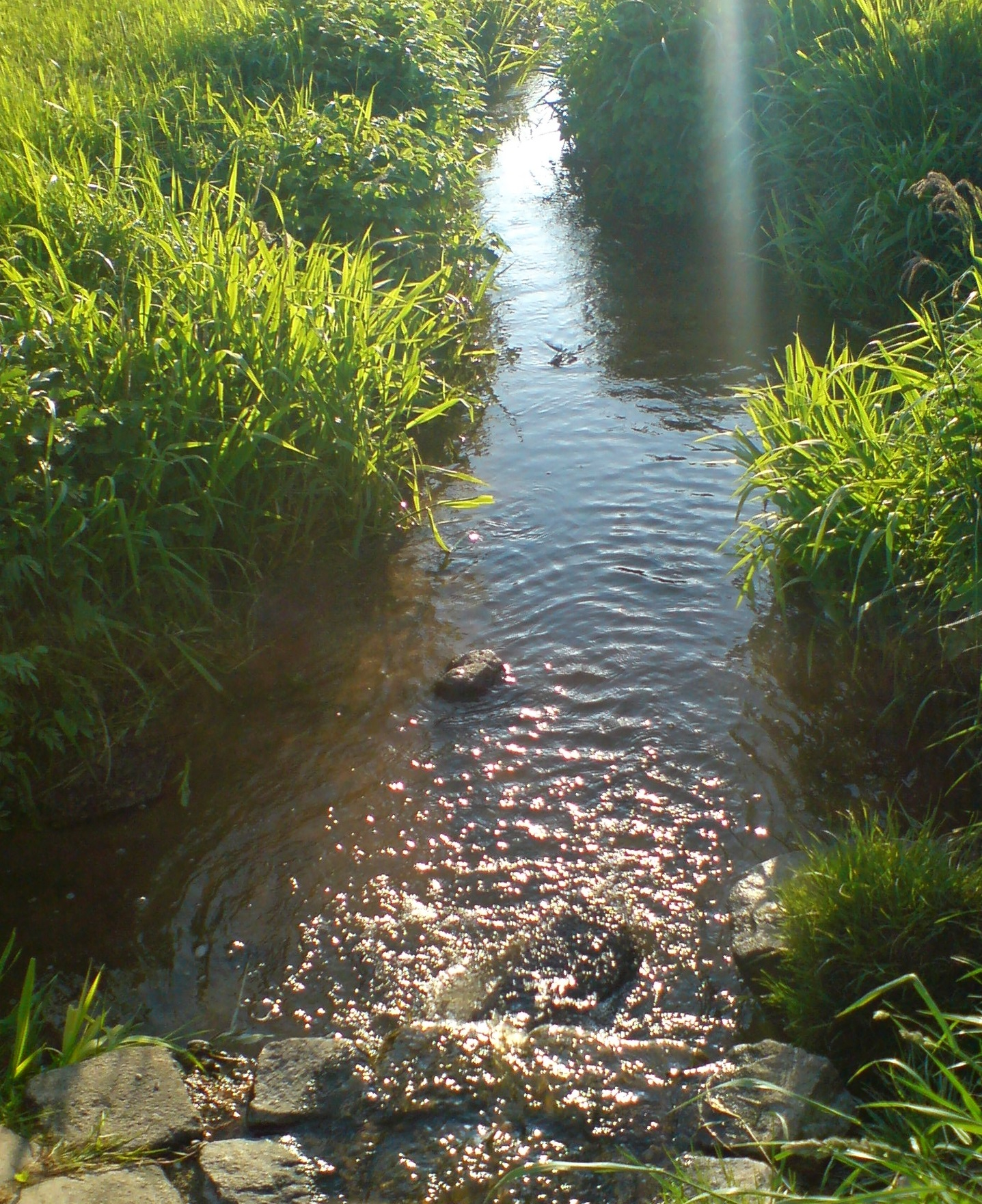

洛巴赫河（德語：Lohbach），是德國的河流，位於該國東南部，由巴伐利亞負責管轄，屬於施瓦察赫河的左支流，河道全長4.4公里，流域面積11平方公里。